# لمويل تشينويث
لمويل تشينويث (بالإنجليزية: Lemuel Chenoweth)‏ هو مهندس ومهندس معماري أمريكي، ولد في 1811، وتوفي في 1887.